# United Power Technology
Die United Power Technology AG mit Sitz in Eschborn ist die deutsche Holdinggesellschaft eines chinesischen Herstellers von benzin- und dieselbetriebenen Stromerzeugungsaggregaten und Wasserpumpen. Die operativen Niederlassungen des Konzerns befinden sich in Fuzhou. Sie produzieren Geräte im Leistungsbereich von etwa 0,5 bis 5 Kilowatt, die sowohl unter eigenem Namen als auch als OEM-Ware angeboten werden, zum Beispiel unter der Marke Einhell.
Das Unternehmen wurde 2003 als Fujian United Power Equipment Co., Ltd gegründet und ist seit Juni 2011 im Prime-Standard-Segment der Frankfurter Wertpapierbörse notiert. Der Konzern erzielte im Geschäftsjahr 2015 mit 586 Mitarbeitern einen Umsatz von umgerechnet 114 Millionen Euro.
Vom Börsengang bis Mitte 2016 erwirtschaftete United Power Technology Gewinne und zugleich einen negativen Cashflow. Grund hierfür sind laufende hohe Investitionen in Immobilien und Grundstücksrechte, die für Kapazitätserweiterungen dienen sollen. Die Umsätze des Konzerns konnten in diesem Zeitraum nicht gesteigert werden. Der Aktienkurs fiel vom Ausgabekurs 9 Euro auf unter 1 Euro.
Am 20. November 2018 setzte die Bundesanstalt für Finanzdienstleistungsaufsicht gegen das Unternehmen Geldbußen in Höhe von 400.000 Euro, am 10. Dezember 2018 Zwangsgelder in Höhe von 110.000 Euro und am 12. Juni 2019 Geldbußen in Höhe von 500.000 Euro wegen Verstößen gegen Veröffentlichungspflichten nach dem Wertpapierhandelsgesetz fest.